# Katharina Stahn
Katharina Stahn (* 30. Juli 1983 in Lutherstadt Wittenberg) ist seit 2004 als curvy Model tätig.

## Leben
International bekannt wurde ihr Gesicht durch die Aufführung „Luthers Hochzeit“ in der Lutherstadt Wittenberg, bei der sie die Frau Luther spielte. 2008 war sie dann im Magazin FHM im Finale der „Top 100 der deutschen Traumfrauen“. Schon im Alter von vier Jahren übte die heute 1,80 Meter große Jessenerin das Posen vor dem Spiegel. 17 Jahre später ging der Kindheitstraum von Katharina als Profi-Model in Erfüllung. Nach absolvierter Ausbildung folgten Bookings und vielseitige Engagements für Werbung, Fotoshootings und Musikvideo-Produktionen. Sie arbeitet für  Auftraggeber in Mode, Event und Beauty.
Neben der Karriere richtet das vielseitig geprägte Model ihr besonderes Augenmerk auch auf ein nachhaltiges soziales Engagement. Mit einem Verein für krebskranke Kinder unterstützt Katharina Familien, Kliniken und Hospize.
Zusammen mit der Designerin Viola Ballin hat sie 2011 eine eigene Modelinie entworfen.
Zusätzlich ist sie als Botschafterin der Organisation „Stars for Haiti“ tätig und hat den Verein Krebskranke Kinder in Not e.V. ins Leben gerufen. Katharina Stahn war selbst durch einen Fall in ihrer Familie von diesem Schicksal getroffen. Diese bleibende Erfahrung im Umgang mit solch schweren Krankheitsfällen und den damit verbundenen Begleiterscheinungen hat sie bewogen, im Jahre 2010 den Verein Krebskranke Kinder in Not e.V. zu gründen, um so den Betroffenen wieder Hoffnung zu geben und durch finanzielle Mittel eine kleine Unterstützung bei der Heilung der Kinder zu erreichen; manchmal sei es „[...] ,nur‘ ein Clown auf einer Kinderkrebsstation, der die Kinder für kurze Zeit von ihrem Schicksal ablenkt und so die Therapie unterstützt“. Der Verein Krebskranke Kinder in Not e.V. unterstützt internationale Kinderhilfsprojekte und arbeitet in Kooperation mit Familien, Kliniken und Hospizen. Er bietet den Familien Unterstützung, wenn sie aufgrund der Erkrankung ihres Kindes in Schwierigkeiten geraten sind und erfüllt Kindern ihre Herzenswünsche.
Neben all diesen Aktivitäten und ihrem Job findet Katharina Stahn immer noch Zeit für weitere persönliche Projekte. So brachte sie bereits ihren eigenen Duft „N°95 by Katharina Stahn“ heraus. Auch eine exklusive Seifenlinie trägt ihre Handschrift: Die edelsteinförmigen „Diamonds“ entwickelte sie zusammen mit der Berliner Seifenmanufaktur Renas Naturals.
Sie ist seit dem 30. Juni 2018 verheiratet und heißt mit bürgerlichem Namen Katharina vom Schloß. 